# Буоно (мученик)
Буоно (погиб 1 августа 260 года) — священномученик Римский. День памяти — 1 августа.
Святой Буоно пострадал во времена правления императоров Валериана и Галлиена. Согласно преданию, в ту пору из-за гонений многие христиане скрывали свою веру. Был принят закон, согласно которому все владения христианина переходят в собственность того, кто его выявил. Папа Римский Стефан обратился в связи с этим ко клиру, призвав братию презирать мирские блага, чтобы достичь Царства небесного:
"Не бойтесь мирских законов, но молитесь Господу Богу нашему Иисусу Христу, иже еси на Небеси, да освободит Он нас из рук врагов и от жестокости диавола, да объединит Своею благодатью".
Тогда священник Буоно, отвечая, сказал:
"Мы не настолько подготовлены, чтобы оставить мирские блага, но прольём кровь свою, ради имени Господа нашего Иисуса Христа, чтобы таким образом, если мы того заслуживаем, добиться Его милости".
Как только эти слова были произнесены, все Духовенство поклонилось к ногам блаженного Стефана.
Согласно агиографическим сообщениям, Валериан и Галлиен вознамерились избавиться от св.Стефана и его клира. Поэтому были схвачены Буоно, Фауст, Мавр, Примитив, Каллуниоз (Calunnioso), Иоанн, Эзюсперант (Esusperante), Кирилл, Феодор, Василий, Кастул и Онорат. Без слушаний они были обезглавлены на Латинской дороге. Их тела были собраны и помещены рядом с телами Иовина (Iovine) и Василея (Basileo) у Латинской дороги в начале августа 260 года.
Как сообщает Римский мартиролог
Romae, via Latina, sanctorum Martyrum Boni Presbyteri, Fausti et Mauri, cum aliis novem; qui in Actis sancti Stephani Papae describuntur.
Св.Буоно погребён в катакомбах Присциллы.
В часть святого названа коммуна Сан-Буоно в провинции Кьети.